# Barleria boranensis
Barleria boranensis là một loài thực vật có hoa trong họ Ô rô. Loài này được Fiori mô tả khoa học đầu tiên năm 1939.